# Corticifraga
Corticifraga is een geslacht van korstmossen dat behoort tot de orde Lecanorales van de ascomyceten. De typesoort is Corticifraga peltigerae.

## Soorten
Volgens Index Fungorum telt het geslacht negen soorten (peildatum december 2023):
| Soortnaam                       | Auteur(s)                      | Publicatiejaar |
| ------------------------------- | ------------------------------ | -------------- |
| Corticifraga chugachiana        | Zhurb.                         | 2007           |
| Corticifraga fuckelii           | (Rehm) D. Hawksw. & R. Sant.   | 1990           |
| Corticifraga fusispora          | Zhurb.                         | 2009           |
| Corticifraga microspora         | Etayo & Flakus                 | 2019           |
| Corticifraga nephromatis        | Pérez-Ort.                     | 2020           |
| Corticifraga peltigerae         | (Fuckel) D. Hawksw. & R. Sant. | 1990           |
| Corticifraga pseudocyphellariae | Etayo                          | 2008           |
| Corticifraga santessonii        | Zhurb. & Zavarzin              | 2007           |
| Corticifraga scrobiculatae      | Pérez-Ort.                     | 2010           |